# Gare de Piégros-la-Clastre - Blacons
La gare de Piégros-la-Clastre - Blacons est une gare ferroviaire française fermée de la ligne de Livron à Aspres-sur-Buëch, située sur le territoire de la commune de Piégros-la-Clastre, dans le département de la Drôme en région Auvergne-Rhône-Alpes.
La halte de Piégros-la-Clastre est ouverte en 1894 par la Compagnie des chemins de fer de Paris à Lyon et à la Méditerranée (PLM), elle est fermée en 1972.

## Situation ferroviaire
Établie à 216 mètres d'altitude, la gare de Piégros-la-Clastre - Blacons est située au point kilométrique (PK) 23,763 de la ligne de Livron à Aspres-sur-Buëch, entre les gares d'Aouste-sur-Sye et de Saillans.

## Histoire

### Négociations pour un arrêt
Sur la commune, le chantier de construction de la ligne du chemin de fer de Livron à Veynes débute en 1879 et le 16 mars le conseil municipal de Saou fait une demande pour l'ouverture d'une halte à Piégros-la-Clastre, afin de pouvoir écouler les produits de sa forêt. Cette demande est soutenue par la municipalité de Piégros-la-Clastre et d'autres communes du canton et de la vallée, cela ne suffit pas, le ministère des travaux publics refuse le 20 janvier 1881.
Les élus ne baissent pas les bras, mais il leur faut attendre le 15 novembre 1893 pour avoir un accord de principe, pour une halte, de la Compagnie des chemins de fer de Paris à Lyon et à la Méditerranée (PLM), à condition que son financement soit intégralement à la charge des demandeurs. Après négociation entre la commune et le ministère, l'accord final se fait sur une subvention communale de 7 509 francs, représentant la moitié du coût de l'installation.

### Une halte 1894-1914
C'est au passage à niveau PN21 que sont prévus les travaux qui consistent en la construction d'un quai (longueur 120 m, largeur 2,50 m) et l'aménagement de la maison du garde-barrière : percement d'un mur pour créer un guichet et construction d'un auvent pour le protéger. Le chantier débute après le paiement de sa part par la municipalité et après la fin des travaux la nouvelle halte est mise en service le 1er août 1894 avec l'arrêt d'un premier train. Seuls des voyageurs sans bagages encombrants peuvent l'utiliser.

### Une station 1914-1962
Il lui est ajouté une annexe en 1914, année qui coïncide avec l'ajout de Blacons dans sa dénomination.
La gare est fermée le 6 mars 1972 lors de la suppression du service omnibus sur la ligne. Le bâtiment voyageurs est démoli dans les années 1980.